# Born in the Eighties
Born in the Eighties is het 6de album van de Belgische singer-songwriter Milow. is enkel uitgekomen in de VS op 10 juli 2012.

## Tracklist
1. Ayo Technology - 3:35
2. One of It (Single Version) - 3:08
3. Canada - 4:55
4. Out of My Hands (Single Version) - 3:30
5. Dreamers and Renegades - 2:48
6. Born In The Eighties - 3:12